# A-8068
La carretera A-8068 es una vía interurbana perteneciente a la Red Complementaria Metropolitana Sevilla de la Junta de Andalucía, que une las localidades de Mairena del Aljarafe y Bormujos, en la zona suroeste del área metropolitana de Sevilla. Posee características de autovía (calzadas independientes para cada sentido de circulación, dos carriles por sentido, limitación de accesos a propiedades colindantes, carriles de aceleración y deceleración, etc), pero no está señalizada como tal.

## Conexiones
El trazado de la A-8068 se inicia en la Ronda Urbana Sur de Mairena del Aljarafe (A-8067), en Mairena del Aljarafe, y finaliza en una rotonda en el cruce con la carretera A-8062 y A-474, en Bormujos.